# ラブリィ
「ラブリィ」は、2003年10月1日にコロムビアミュージックエンタテインメント（現・日本コロムビア）から発売されたTAMAO&KIYOSHIのシングル。

## 概要
中村玉緒と氷川きよしのデュエット作。ケイ・オプティコム「eoホームファイバー」CMソング。
本曲で、ミュージックステーションに演歌歌手として、堀内孝雄以来約10年ぶりの出演となった（ちなみに、同番組の1998年のスーパーライブに中澤裕子が「カラスの女房」をモーニング娘。のメドレーの一環で僅か披露している）。

## 収録曲
全曲作詞：阿木燿子／作曲：宇崎竜童／編曲：萩田光雄
1. ラブリィ
2. 誓い
3. ラブリィ~KIYOSHI ONLY Ver.~
4. ラブリィ（オリジナル・カラオケ）
5. 誓い（オリジナル・カラオケ）